# Periklís Ilías
Periklís Ilías (en griego: Περικλής Ηλίας; Atenas, 26 de junio de 1986) es un deportista griego que compite en ciclismo en las modalidades de ruta y ciclismo de montaña (campo a través).
Ganó una medalla de oro en el Campeonato Mundial de Ciclismo de Montaña en Maratón de 2012. Participó en dos Juegos Olímpicos de Verano, en los Londres 2012 y Tokio 2020, en la prueba de campo a través.
Empezó a disputar carreras de ruta en 2007 con el equipo griego Technal-Kastro, y entre 2011 y 2014 compitió para el SP Tableware.

## Medallero internacional
| Campeonato Mundial | Campeonato Mundial | Campeonato Mundial | Campeonato Mundial |
| Año                | Lugar              | Medalla            | Competición        |
| ------------------ | ------------------ | ------------------ | ------------------ |
| 2012               | Ornans (Francia)   | Medalla de oro     | Campo a través     |

## Palmarés

### Ciclismo de montaña
2005 (como amateur)
- Campeonato de Grecia Relevos por Equipos (haciendo equipo con Eirini Mouka, Dimitrios Nikolaou, Panagiotis Vasilakos)
- Campeonato de Grecia

2006 (como amateur)
- Campeonato de Grecia

2007
- Kissavos Cup
- Campeonato de Grecia

2008
- Campeonato de Grecia
- Nymfaio

2009 (como amateur)
- Campeonato de Grecia

2010 (como amateur)
- Campeonato de Grecia

2011
- Campeonato de Grecia Relevos por Equipos (haciendo equipo con Konstantinos Kouroumpas, Christos Stofas y Danai Stroumbouli)
- Campeonato de Grecia

2012
- Arnavutkoy/Istanbul
- Campeonato Mundial de Maratón

2013
- Campeonato de Grecia

2014
- Campeonato de Grecia
- Salamina (junto a Sebastian Batchelor)

2015
- Sfendami Maratón
- Campeonato de Grecia
- Náousa

### Carretera
2007
- Campeonato de Grecia en Ruta

2008
- 1 etapa del Tour de Calcídica

2010 (como amateur)
- 3.º en el Campeonato de Grecia Contrarreloj

2012
- 1 etapa del Tour de Grecia

2019
- 3.º en el Campeonato de Grecia en Ruta

2020
- Campeonato de Grecia en Ruta

2022
- Campeonato de Grecia Contrarreloj

2023
- Tour Oqtosh-Chorvoq-Mountain II

## Equipos

### Carretera
- Technal-Kastro (2007)
- SP Tableware (2011-2014)
  - SP Tableware (2011)
  - SP Tableware Cycling Team (2012-2014)

### Ciclismo de montaña
- ISD-International (2008)